# Đại học Nữ sinh Trung Quốc

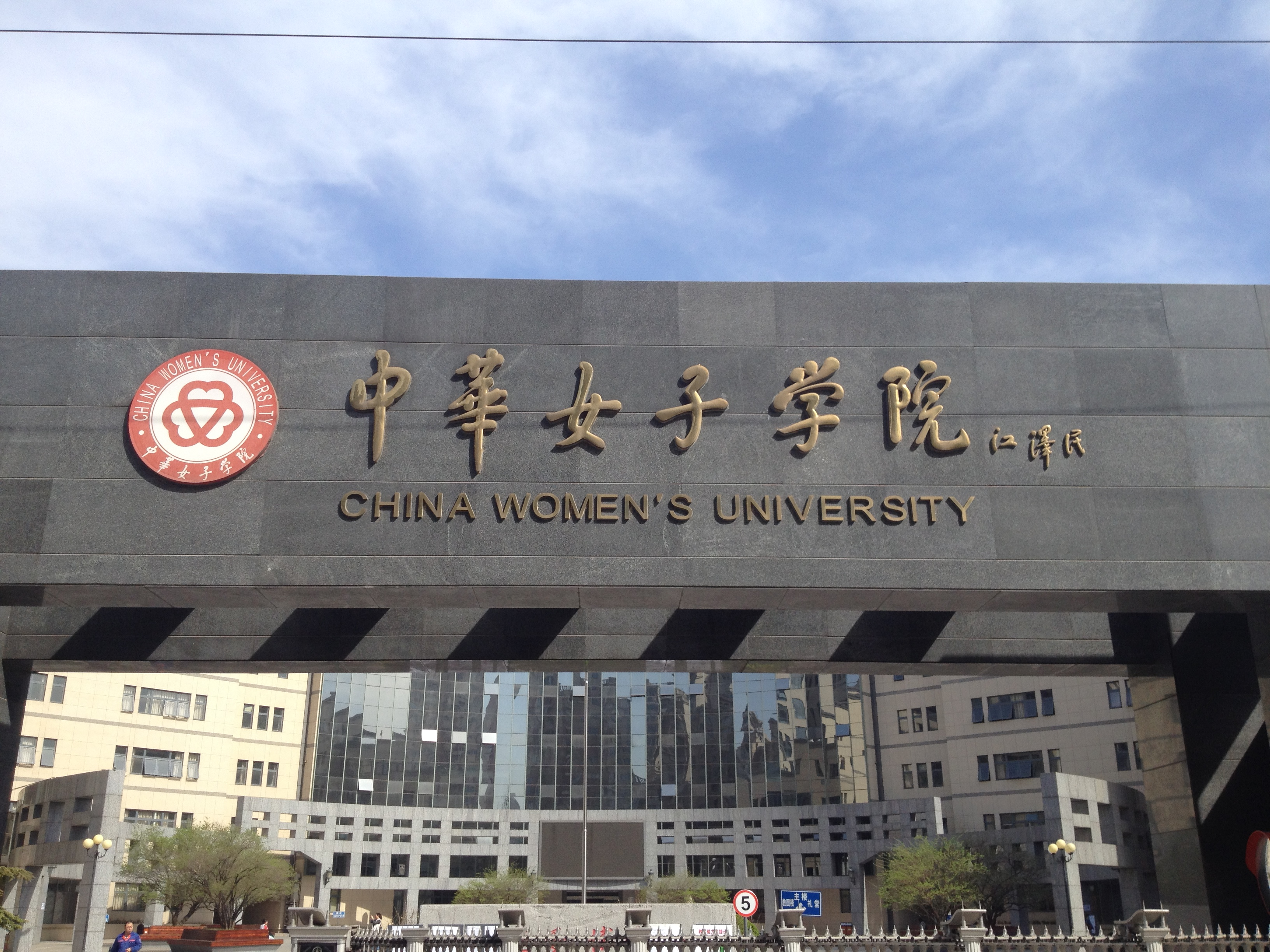
Đại học Nữ sinh Trung Quốc

Đại học Nữ sinh Trung Quốc (giản thể: 中华女子学院; phồn thể: 中華女子學院; bính âm: Zhōnghuá Nǚzǐ Xuéyuàn) là một trường đại học dành cho nữ sinh nằm ở  Quận Triều Dương,Bắc Kinh, Trung Quốc.Trường cũng có một khuôn viên ở Quận Xương Bình của Bắc Kinh.
Nó được thành lập vào năm 1949 như một trường học cho cán bộ của Liên đoàn Phụ nữ toàn quốcTrung Quốc.  Tên hiện tại đã được thông qua vào năm 1995 và vào năm 1996, đã trở thành một trường đại học.  Hiện tại trường có khoảng 160 giáo viên và 3,300 sinh viên đại học.
Trường từng có một cơ sở chi nhánh ở tỉnh Sơn Đông, nơi trở thành Đại học Nữ sinh Sơn Đông (山东女子学院) vào năm 2010.